# Polisportiva Licata 1982-1983
Questa voce raccoglie le informazioni riguardanti la Polisportiva Licata nelle competizioni ufficiali della stagione 1982-1983.

## Rosa
| N. |                   | Ruolo | Calciatore          |
| -- | ----------------- | ----- | ------------------- |
|    | Italia (bandiera) | D     | Fedele Amato        |
|    | Italia (bandiera) | P     | Giuseppe Bavaro     |
|    | Italia (bandiera) | D     | Angelo Consagra     |
|    | Italia (bandiera) | D     | Rosario De Cento    |
|    | Italia (bandiera) | C     | Salvatore Di Fresco |
|    | Italia (bandiera) | D     | Salvatore Di Mauro  |
|    | Italia (bandiera) | C     | Luigi Fazio         |
|    | Italia (bandiera) | A     | Vincenzo Latella    |
|    | Italia (bandiera) | D     | Maurizio Lo Giudice |
|    | Italia (bandiera) | A     | Giuseppe Natalino   |

| N. |                   | Ruolo | Calciatore           |
| -- | ----------------- | ----- | -------------------- |
|    | Italia (bandiera) | D     | Nevio Orlandi        |
|    | Italia (bandiera) | P     | Antonino Patti       |
|    | Italia (bandiera) | C     | Concetto Pavano      |
|    | Italia (bandiera) | A     | Michele Pecoraro     |
|    | Italia (bandiera) | A     | Vittorio Schifilliti |
|    | Italia (bandiera) | A     | Antonino Scifo       |
|    | Italia (bandiera) | A     | Paolo Sequenzia      |
|    | Italia (bandiera) | C     | Marcello Socievole   |
|    | Italia (bandiera) | C     | Giovanni Tripi       |
|    | Italia (bandiera) | C     | Angelo Zappulla      |